# Cupa Irlandei de Nord
Cupa Irlandei de Nord este competiția fotbalistică națională de cupă din Irlanda de Nord.

## Finale
| Sezon      | Câștigător (trofee)     | Scor               | Finalist                | Stadion                              | Spectatori |
| ---------- | ----------------------- | ------------------ | ----------------------- | ------------------------------------ | ---------- |
| 1880–81    | Moyola Park (1)         | 1 – 0              | Cliftonville            | Cliftonville Cricket Ground, Belfast | 1,500      |
| 1881–82    | Queen's Island [I] (1)  | 1 – 0              | Cliftonville            | Ulster Cricket Ground                | 2,000      |
| 1882–83    | Cliftonville (1)        | 5 – 0              | Ulster                  | Bloomfield Ground, Knock, Belfast    | 2,000      |
| 1883–84    | Distillery (1)          | 5 – 0              | Wellington Park         | Ulster Cricket Ground                | 2,000      |
| 1884–85    | Distillery (2)          | 3 – 0              | Limavady                | Ulster Cricket Ground                | 2,000      |
| 1885–86    | Distillery (3)          | 1 – 0              | Limavady                | Ulster Cricket Ground                | 1,000      |
| 1886–87    | Ulster (1)              | 3 – 0              | Cliftonville            | Broadway Ground, Belfast             | 4,000      |
| 1887–88    | Cliftonville (2)        | 2 – 1              | Distillery              | Ulster Cricket Ground                | 3,000      |
| 1888–89    | Distillery (4)          | 5 – 4              | YMCA                    | Ulster Cricket Ground                | 3,500      |
| 1889–90    | Gordon Highlanders (1)  | 2 – 2              | Cliftonville            | Ulster Cricket Ground                | 4,500      |
| Replay     | Gordon Highlanders (1)  | 3 – 1              | Cliftonville            | Ulsterville, Belfast                 | 3,500      |
| 1890–91    | Linfield (1)            | 4 – 2              | Ulster                  | Solitude, Belfast                    | 5,000      |
| 1891–92    | Linfield (2)            | 7 – 0              | The Black Watch         | Solitude, Belfast                    | 5,500      |
| 1892–93    | Linfield (3)            | 5 – 1              | Cliftonville            | Ulsterville, Belfast                 |            |
| 1893–94    | Distillery (5)          | 2 – 2              | Linfield                | Solitude, Belfast                    | 5,500      |
| Replay     | Distillery (5)          | 3 – 2              | Linfield                | Solitude, Belfast                    |            |
| 1894–95    | Linfield (4)            | 10 – 1             | Bohemians               | Solitude, Belfast                    | 2,000      |
| 1895–96    | Distillery (6)          | 3 – 1              | Glentoran               | Solitude, Belfast                    | 6,000      |
| 1896–97    | Cliftonville (3)        | 3 – 1              | Sherwood Foresters      | Grosvenor Park, Belfast              | 5,000      |
| 1897–98    | Linfield (5)            | 2 – 0              | St Columb's Hall Celtic | The Oval, Belfast                    | 3,000      |
| 1898–99    | Linfield (6)            | 2 – 1              | Glentoran               | Solitude, Belfast                    | 7,000      |
| 1899–1900  | Cliftonville (4)        | 2 – 1              | Bohemians               | Grosvenor Park, Belfast              | 5,500      |
| 1900–01    | Cliftonville (5)        | 1 – 0              | Freebooters             | Grosvenor Park, Belfast              | 5,500      |
| 1901–02    | Linfield (7)            | 5 – 1              | Distillery              | Solitude, Belfast                    | 8,000      |
| 1902–03    | Distillery (7)          | 3 – 1              | Bohemians               | Dalymount Park, Dublin               | 6,000      |
| 1903–04    | Linfield (8)            | 5 – 1              | Derry Celtic            | Grosvenor Park, Belfast              | 6,000      |
| 1904–05    | Distillery (8)          | 3 – 0              | Shelbourne              | Solitude, Belfast                    | 12,000     |
| 1905–06    | Shelbourne (1)          | 2 – 0              | Belfast Celtic          | Dalymount Park, Dublin               | 8,000      |
| 1906–07    | Cliftonville (6)        | 0 – 0              | Shelbourne              | Celtic Park, Belfast                 | 12,900     |
| Replay     | Cliftonville (6)        | 1 – 0              | Shelbourne              | Dalymount Park, Dublin               | 10,000     |
| 1907–08    | Bohemians (1)           | 1 – 1              | Shelbourne              | Dalymount Park, Dublin               | 8,000      |
| Replay     | Bohemians (1)           | 3 – 1              | Shelbourne              | Dalymount Park, Dublin               | 9,000      |
| 1908–09    | Cliftonville (7)        | 0 – 0              | Bohemians               | Windsor Park, Belfast                | 3,000      |
| Replay     | Cliftonville (7)        | 2 – 1              | Bohemians               | Dalymount Park, Dublin               | 15,000     |
| 1909–10    | Distillery (9)          | 1 – 0              | Cliftonville            | The Oval, Belfast                    | 10,000     |
| 1910–11    | Shelbourne (2)          | 0 – 0              | Bohemians               | Dalymount Park, Dublin               |            |
| Replay     | Shelbourne (2)          | 2 – 1              | Bohemians               | Dalymount Park, Dublin               |            |
| 1911–12    | Linfield (9)            | Final not played.  | Final not played.       |                                      |            |
| 1912–13    | Linfield (10)           | 2 – 0              | Glentoran               | Celtic Park                          | 20,000     |
| 1913–14    | Glentoran (1)           | 3 – 1              | Linfield                | Grosvenor Park, Belfast              | 20,000     |
| 1914–15    | Linfield (11)           | 1 – 0              | Belfast Celtic          | Solitude, Belfast                    |            |
| 1915–16    | Linfield (12)           | 1 – 1              | Glentoran               | Celtic Park                          |            |
| Replay     | Linfield (12)           | 1 – 0              | Glentoran               | Grosvenor Park, Belfast              |            |
| 1916–17    | Glentoran (2)           | 2 – 0              | Belfast Celtic          | Windsor Park, Belfast                | 20,000     |
| 1917–18    | Belfast Celtic (1)      | 0 – 0              | Linfield                | The Oval, Belfast                    |            |
| Replay     | Belfast Celtic (1)      | 0 – 0              | Linfield                | Solitude, Belfast                    |            |
| 2nd replay | Belfast Celtic (1)      | 2 – 0              | Linfield                | Grosvenor Park, Belfast              |            |
| 1918–19    | Linfield (13)           | 1 – 1              | Glentoran               | Celtic Park, Belfast                 | 18,000     |
| Replay     | Linfield (13)           | 0 – 0              | Glentoran               | Grosvenor Park, Belfast              |            |
| 2nd replay | Linfield (13)           | 2 – 1              | Glentoran               | Solitude, Belfast                    |            |
| 1919–20    | Shelbourne (3)          | Final not played.  | Final not played.       |                                      |            |
| 1920–21    | Glentoran (3)           | 2 – 0              | Glenavon                | Windsor Park, Belfast                |            |
| 1921–22    | Linfield (14)           | 2 – 0              | Glenavon                | Solitude, Belfast                    |            |
| 1922–23    | Linfield (15)           | 2 – 0              | Glentoran               | Solitude, Belfast                    |            |
| 1923–24    | Queen's Island [II] (1) | 1 – 0              | Willowfield             | Windsor Park, Belfast                |            |
| 1924–25    | Distillery (10)         | 2 – 1              | Glentoran               | Solitude, Belfast                    | 20,000     |
| 1925–26    | Belfast Celtic (2)      | 3 – 2              | Linfield                | Solitude, Belfast                    |            |
| 1926–27    | Ards (1)                | 3 – 2              | Cliftonville            | The Oval, Belfast                    |            |
| 1927–28    | Willowfield (1)         | 1 – 0              | Larne                   | Windsor Park, Belfast                |            |
| 1928–29    | Ballymena (1)           | 2 – 1              | Belfast Celtic          | Solitude, Belfast                    |            |
| 1929–30    | Linfield (16)           | 4 – 3              | Ballymena               | Celtic Park, Belfast                 |            |
| 1930–31    | Linfield (17)           | 3 – 0              | Ballymena               | The Oval, Belfast                    |            |
| 1931–32    | Glentoran (4)           | 2 – 1              | Linfield                | Celtic Park, Belfast                 |            |
| 1932–33    | Glentoran (5)           | 1 – 1              | Distillery              | Windsor Park, Belfast                | 33,000     |
| Replay     | Glentoran (5)           | 1 – 1              | Distillery              | Windsor Park, Belfast                | 25,000     |
| 2nd replay | Glentoran (5)           | 3 – 1              | Distillery              | Windsor Park, Belfast                |            |
| 1933–34    | Linfield (18)           | 4 – 0              | Cliftonville            | The Oval, Belfast                    |            |
| 1934–35    | Glentoran (6)           | 0 – 0              | Larne                   | Windsor Park, Belfast                | 15,000     |
| Replay     | Glentoran (6)           | 0 – 0              | Larne                   | Windsor Park, Belfast                |            |
| 2nd replay | Glentoran (6)           | 1 – 0              | Larne                   | Windsor Park, Belfast                | 10,545     |
| 1935–36    | Linfield (19)           | 0 – 0              | Derry City              | Celtic Park, Belfast                 |            |
| Replay     | Linfield (19)           | 2 – 0              | Derry City              | Celtic Park, Belfast                 |            |
| 1936–37    | Belfast Celtic (3)      | 3 – 0              | Linfield                | The Oval, Belfast                    |            |
| 1937–38    | Belfast Celtic (4)      | 0 – 0              | Bangor                  | Solitude, Belfast                    |            |
| Replay     | Belfast Celtic (4)      | 2 – 0              | Bangor                  | Solitude, Belfast                    |            |
| 1938–39    | Linfield (20)           | 2 – 0              | Ballymena United        | Solitude, Belfast                    |            |
| 1939–40    | Ballymena United (1)    | 2 – 0              | Glenavon                | Windsor Park, Belfast                |            |
| 1940–41    | Belfast Celtic (5)      | 1 – 0              | Linfield                | Windsor Park, Belfast                | 12,000     |
| 1941–42    | Linfield (21)           | 3 – 1              | Glentoran               | Celtic Park, Belfast                 |            |
| 1942–43    | Belfast Celtic (6)      | 1 – 0              | Glentoran               | Windsor Park, Belfast                |            |
| 1943–44    | Belfast Celtic (7)      | 3 – 1              | Linfield                | Windsor Park, Belfast                |            |
| 1944–45    | Linfield (22)           | 4 – 2              | Glentoran               | Celtic Park, Belfast                 | 20,000     |
| 1945–46    | Linfield (23)           | 3 – 0              | Distillery              | Celtic Park, Belfast                 | 20,137     |
| 1946–47    | Belfast Celtic (8)      | 1 – 0              | Glentoran               | Windsor Park, Belfast                | 25,000     |
| 1947–48    | Linfield (24)           | 3 – 0              | Coleraine               | Celtic Park, Belfast                 | 31,000     |
| 1948–49    | Derry City (1)          | 3 – 1              | Glentoran               | Windsor Park, Belfast                | 27,000     |
| 1949–50    | Linfield (25)           | 2 – 1              | Distillery              | Windsor Park, Belfast                | 17,000     |
| 1950–51    | Glentoran (7)           | 3 – 1              | Ballymena United        | Windsor Park, Belfast                | 25,000     |
| 1951–52    | Ards (2)                | 1 – 0              | Glentoran               | Windsor Park, Belfast                | 20,000     |
| 1952–53    | Linfield (26)           | 5 – 0              | Coleraine               | Solitude, Belfast                    | 21,000     |
| 1953–54    | Derry City (2)          | 2 – 2              | Glentoran               | Windsor Park, Belfast                | 35,000     |
| Replay     | Derry City (2)          | 0 – 0              | Glentoran               | Windsor Park, Belfast                | 28,000     |
| 2nd replay | Derry City (2)          | 1 – 0              | Glentoran               | Windsor Park, Belfast                | 28,000     |
| 1954–55    | Dundela (1)             | 3 – 0              | Glenavon                | Windsor Park, Belfast                | 10,000     |
| 1955–56    | Distillery (11)         | 2 – 2              | Glentoran               | Windsor Park, Belfast                | 16,000     |
| Replay     | Distillery (11)         | 0 – 0              | Glentoran               | Windsor Park, Belfast                |            |
| 2nd replay | Distillery (11)         | 1 – 0              | Glentoran               | Windsor Park, Belfast                | 20,000     |
| 1956–57    | Glenavon (1)            | 2 – 0              | Derry City              | Windsor Park, Belfast                | 23,000     |
| 1957–58    | Ballymena United (2)    | 2 – 0              | Linfield                | The Oval, Belfast                    | 24,000     |
| 1958–59    | Glenavon (2)            | 1 – 1              | Ballymena United        | Windsor Park, Belfast                | 18,000     |
| Replay     | Glenavon (2)            | 2 – 0              | Ballymena United        | Windsor Park, Belfast                |            |
| 1959–60    | Linfield (27)           | 5 – 1              | Ards                    | The Oval, Belfast                    | 20,000     |
| 1960–61    | Glenavon (3)            | 5 – 1              | Linfield                | Solitude, Belfast                    | 22,000     |
| 1961–62    | Linfield (28)           | 4 – 0              | Portadown               | The Oval, Belfast                    | 20,000     |
| 1962–63    | Linfield (29)           | 2 – 1              | Distillery              | The Oval, Belfast                    | 20,000     |
| 1963–64    | Derry City (3)          | 2 – 0              | Glentoran               | Windsor Park, Belfast                | 19,000     |
| 1964–65    | Coleraine (1)           | 2 – 1              | Glenavon                | Windsor Park, Belfast                | 18,000     |
| 1965–66    | Glentoran (8)           | 2 – 0              | Linfield                | The Oval, Belfast                    | 20,000     |
| 1966–67    | Crusaders (1)           | 3 – 1              | Glentoran               | Windsor Park, Belfast                | 20,000     |
| 1967–68    | Crusaders (2)           | 2 – 0              | Linfield                | The Oval, Belfast                    | 18,000     |
| 1968–69    | Ards (3)                | 0 – 0              | Distillery              | Windsor Park, Belfast                | 17,000     |
| Replay     | Ards (3)                | 4 – 2              | Distillery              | Windsor Park, Belfast                | 16,000     |
| 1969–70    | Linfield (30)           | 2 – 1              | Ballymena United        | Solitude, Belfast                    | 12,000     |
| 1970–71    | Distillery (12)         | 3 – 0              | Derry City              | Windsor Park, Belfast                | 6,000      |
| 1971–72    | Coleraine (2)           | 2 – 1              | Portadown               | Windsor Park, Belfast                | 8,000      |
| 1972–73    | Glentoran (9)           | 3 – 2              | Linfield                | Windsor Park, Belfast                | 12,000     |
| 1973–74    | Ards (4)                | 2 – 1              | Ballymena United        | Windsor Park, Belfast                | 7,000      |
| 1974–75    | Coleraine (3)           | 1 – 1              | Linfield                | The Showgrounds, Ballymena           | 5,600      |
| Replay     | Coleraine (3)           | 0 – 0              | Linfield                | The Showgrounds, Ballymena           | 5,400      |
| 2nd replay | Coleraine (3)           | 1 – 0              | Linfield                | The Showgrounds, Ballymena           | 5,200      |
| 1975–76    | Carrick Rangers (1)     | 2 – 1              | Linfield                | The Oval, Belfast                    | 9,500      |
| 1976–77    | Coleraine (4)           | 4 – 1              | Linfield                | The Oval, Belfast                    | 10,000     |
| 1977–78    | Linfield (31)           | 3 – 1              | Ballymena United        | The Oval, Belfast                    | 12,000     |
| 1978–79    | Cliftonville (8)        | 3 – 2              | Portadown               | Windsor Park, Belfast                | 18,000     |
| 1979–80    | Linfield (32)           | 2 – 0              | Crusaders               | The Oval, Belfast                    | 12,000     |
| 1980–81    | Ballymena United (3)    | 1 – 0              | Glenavon                | Windsor Park, Belfast                | 6,000      |
| 1981–82    | Linfield (33)           | 2 – 1              | Coleraine               | The Oval, Belfast                    | 12,000     |
| 1982–83    | Glentoran (10)          | 1 – 1              | Linfield                | Windsor Park, Belfast                | 12,000     |
| Replay     | Glentoran (10)          | 2 – 1              | Linfield                | The Oval, Belfast                    | 8,000      |
| 1983–84    | Ballymena United (4)    | 4 – 1              | Carrick Rangers         | Windsor Park, Belfast                | 5,000      |
| 1984–85    | Glentoran (11)          | 1 – 1              | Linfield                | The Oval, Belfast                    | 12,000     |
| Replay     | Glentoran (11)          | 1 – 0              | Linfield                | Windsor Park, Belfast                | 12,000     |
| 1985–86    | Glentoran (12)          | 2 – 1              | Coleraine               | Windsor Park, Belfast                | 8,000      |
| 1986–87    | Glentoran (13)          | 1 – 0              | Larne                   | Windsor Park, Belfast                | 8,000      |
| 1987–88    | Glentoran (14)          | 1 – 0              | Glenavon                | Windsor Park, Belfast                | 10,000     |
| 1988–89    | Ballymena United (5)    | 1 – 0              | Larne                   | The Oval, Belfast                    | 5,000      |
| 1989–90    | Glentoran (15)          | 3 – 0              | Portadown               | Windsor Park, Belfast                | 12,000     |
| 1990–91    | Portadown (1)           | 2 – 1              | Glenavon                | Windsor Park, Belfast                | 12,000     |
| 1991–92    | Glenavon (4)            | 2 – 1              | Linfield                | The Oval, Belfast                    | 12,000     |
| 1992–93    | Bangor (1)              | 1 – 1 (aet)        | Ards                    | Windsor Park, Belfast                | 8,500      |
| Replay     | Bangor (1)              | 1 – 1 (aet)        | Ards                    | Windsor Park, Belfast                | 6,000      |
| 2nd replay | Bangor (1)              | 1 – 0              | Ards                    | Windsor Park, Belfast                | 5,000      |
| 1993–94    | Linfield (34)           | 2 – 0              | Bangor                  | The Oval, Belfast                    | 10,000     |
| 1994–95    | Linfield (35)           | 3 – 1              | Carrick Rangers         | The Oval, Belfast                    | 6,800      |
| 1995–96    | Glentoran (16)          | 1 – 0              | Glenavon                | Windsor Park, Belfast                | 10,000     |
| 1996–97    | Glenavon (5)            | 1 – 0              | Cliftonville            | Windsor Park, Belfast                | 8,222      |
| 1997–98    | Glentoran (17)          | 1 – 0 (aet)        | Glenavon                | Windsor Park, Belfast                | 8,250      |
| 1998–99    | Portadown (2)           | Final not played.  | Final not played.       |                                      |            |
| 1999–00    | Glentoran (18)          | 1 – 0              | Portadown               | Windsor Park, Belfast                | 8,355      |
| 2000–01    | Glentoran (19)          | 1 – 0 (aet)        | Linfield                | Windsor Park, Belfast                | 14,190     |
| 2001–02    | Linfield (36)           | 2 – 1              | Portadown               | Windsor Park, Belfast                | 11,129     |
| 2002–03    | Coleraine (5)           | 1 – 0              | Glentoran               | Windsor Park, Belfast                | 9,000      |
| 2003–04    | Glentoran (20)          | 1 – 0              | Coleraine               | Windsor Park, Belfast                | 8,300      |
| 2004–05    | Portadown (3)           | 5 – 1              | Larne                   | Windsor Park, Belfast                | 5,431      |
| 2005–06    | Linfield (37)           | 2 – 1              | Glentoran               | Windsor Park, Belfast                | 12,500     |
| 2006–07    | Linfield (38)           | 2 – 2 d.p. (3–2 p) | Dungannon Swifts        | Windsor Park, Belfast                | 7,600      |
| 2007–08    | Linfield (39)           | 2 – 1              | Coleraine               | Windsor Park, Belfast                | 8,452      |
| 2008–09    | Crusaders (3)           | 1 – 0              | Cliftonville            | Windsor Park, Belfast                | 8,820      |
| 2009–10    | Linfield (40)           | 2 – 1              | Portadown               | Windsor Park, Belfast                | 7,940      |
| 2010–11    | Linfield (41)           | 2 – 1              | Crusaders               | Windsor Park, Belfast                | 8,200      |
| 2011–12    | Linfield (42)           | 4 – 1              | Crusaders               | Windsor Park, Belfast                | 7,325      |
| 2012–13    | Glentoran (21)          | 3 – 1 (aet)        | Cliftonville            | Windsor Park, Belfast                | 9,825      |

### Performanță după club
| Club                | Trofee | Finale | Anii trofeelor |
| ------------------- | ------ | ------ | --- |
| Linfield            | 42     | 20     | 1890–91, 1891–92, 1892–93, 1894–95, 1897–98, 1898–99, 1901–02, 1903–04, 1911–12, 1912–13, 1914–15, 1915–16, 1918–19, 1921–22, 1922–23, 1929–30, 1930–31, 1933–34, 1935–36, 1938–39, 1941–42, 1944–45, 1945–46, 1947–48, 1949–50, 1952–53, 1959–60, 1961–62, 1962–63, 1969–70, 1977–78, 1979–80, 1981–82, 1993–94, 1994–95, 2001–02, 2005–06, 2006–07, 2007–08, 2009–10, 2010–11, 2011–12 |
| Glentoran           | 21     | 19     | 1913–14, 1916–17, 1920–21, 1931–32, 1932–33, 1934–35, 1950–51, 1965–66, 1972–73, 1982–83, 1984–85, 1985–86, 1986–87, 1987–88, 1989–90, 1995–96, 1997–98, 1999–00, 2000–01, 2003–04, 2012–13 |
| Distillery          | 12     | 7      | 1883–84, 1884–85, 1885–86, 1888–89, 1893–94, 1895–96, 1902–03, 1904–05, 1909–10, 1924–25, 1955–56, 1970–71 |
| Cliftonville        | 8      | 11     | 1882–83, 1887–88, 1896–97, 1899–00, 1900–01, 1906–07, 1908–09, 1978–79 |
| Belfast Celtic      | 8      | 4      | 1917–18, 1925–26, 1936–37, 1937–38, 1940–41, 1942–43, 1943–44, 1946–47 |
| Glenavon            | 5      | 10     | 1956–57, 1958–59, 1960–61, 1991–92, 1996–97 |
| Ballymena United    | 5      | 6      | 1939–40, 1957–58, 1980–81, 1983–84, 1988–89 |
| Coleraine           | 5      | 6      | 1964–65, 1971–72, 1974–75, 1976–77, 2002–03 |
| Ards                | 4      | 2      | 1926–27, 1951–52, 1968–69, 1973–74 |
| Portadown           | 3      | 7      | 1990–91, 1998–99, 2004–05 |
| Crusaders           | 3      | 3      | 1966–67, 1967–68, 2008–09 |
| Derry City          | 3      | 3      | 1948–49, 1953–54, 1963–64 |
| Shelbourne          | 3      | 3      | 1905–06, 1910–11, 1919–20 |
| Bohemians           | 1      | 5      | 1907–08 |
| Ballymena           | 1      | 2      | 1928–29 |
| Bangor              | 1      | 2      | 1992–93 |
| Carrick Rangers     | 1      | 2      | 1975–76 |
| Ulster              | 1      | 2      | 1886–87 |
| Willowfield         | 1      | 1      | 1927–28 |
| Dundela             | 1      | 0      | 1954–55 |
| Gordon Highlanders  | 1      | 0      | 1889–90 |
| Moyola Park         | 1      | 0      | 1880–81 |
| Queen's Island [I]  | 1      | 0      | 1881–82 |
| Queen's Island [II] | 1      | 0      | 1923–24 |
| Larne               | 0      | 5      | – |
| Derry Celtic        | 0      | 2      | – |
| Limavady United     | 0      | 2      | – |
| Dungannon Swifts    | 0      | 1      | – |
| Freebooters         | 0      | 1      | – |
| Sherwood Foresters  | 0      | 1      | – |
| The Black Watch     | 0      | 1      | – |
| Wellington Park     | 0      | 1      | – |
| YMCA                | 0      | 1      | – |

## Stadioanele finalelor
| Stadion                     | Numbăr de finale (inclusiv rejucări) | Prima finală     | Ultima finală           |
| --------------------------- | ------------------------------------ | ---------------- | ----------------------- |
| Windsor Park                | 68                                   | 1908–09          | 2012–13                 |
| The Oval                    | 24                                   | 1897–98          | 1994–95                 |
| Solitude                    | 23                                   | 1890–91          | 1969–70                 |
| Celtic Park                 | 12                                   | 1906–07          | 1947–48                 |
| Grosvenor Park              | 8                                    | 1896–97          | 1918–19 rejucare        |
| Ulster Cricket Ground       | 7                                    | 1881–82          | 1889–90                 |
| Dalymount Park              | 6                                    | 1902–03          | 1910–11 rejucare        |
| Ballymena Showgrounds       | 3                                    | 1974–75          | 1974–75 a doua rejucare |
| Ulsterville                 | 2                                    | 1889–90 rejucare | 1892–93                 |
| Bloomfield                  | 1                                    | 1882–83          | 1882–83                 |
| Broadway Ground             | 1                                    | 1886–87          | 1886–87                 |
| Cliftonville Cricket Ground | 1                                    | 1880–81          | 1880–81                 |